# Кабден (Минесота)
Кабден (енгл. Cobden) град је у америчкој савезној држави Минесота.

## Демографија
По попису из 2010. године број становника је 36, што је 25 (-41,0%) становника мање него 2000. године.
| Група             | 2000.      | 2010.      |
| Белци             | 60 (98,4%) | 29 (80,6%) |
| Афроамериканци    | 0 (0,0%)   | 0 (0,0%)   |
| Азијати           | 0 (0,0%)   | 0 (0,0%)   |
| Хиспаноамериканци | 0 (0,0%)   | 4 (11,1%)  |
| Укупно            | 61         | 36         |